# وگ‌ادیهازا
وِگ‌اِدیهازا (به مجاری:  Végegyháza) یک منطقهٔ مسکونی در مجارستان است که در ناحیه مزوکواچ‌هازا واقع شده‌است. وِگ‌اِدیهازا ۲۸٫۹۵ کیلومتر مربع مساحت و ۱٬۳۹۰ نفر جمعیت دارد.